# Перевоз (Ленинградская область)
Перево́з — деревня в Сясьстройском городском поселении Волховского района Ленинградской области.

## История
Деревня Перевоз упоминается на карте Санкт-Петербургской губернии Ф. Ф. Шуберта 1834 года.

ПЕРЕВОЗ — деревня принадлежит Казённому ведомству, число жителей по ревизии: 16 м. п., 17 ж. п. (1838 год)

Деревня Перевоз отмечена на карте Ф. Ф. Шуберта 1844 года.

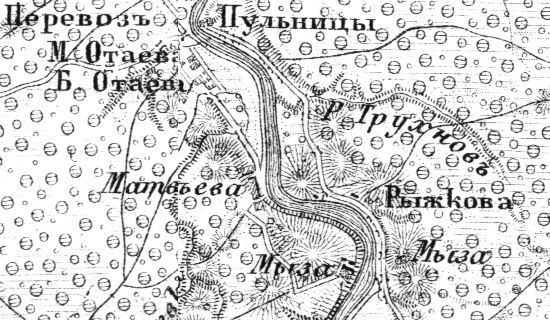
Деревня Перевоз на карте Ф. Ф. Шуберта 1855 года

ПЕРЕВОЗ — деревня Ведомства государственного имущества, по почтовому тракту, число дворов — 9, число душ — 25 м. п. (1856 год)

ПЕРЕВОЗ — деревня казённая при реке Сяси, число дворов — 8, число жителей: 29 м. п., 17 ж. п. (1862 год)

Сборник Центрального статистического комитета описывал её так:

ПЕРЕВОЗ — деревня бывшая государственная при реке Сяси, дворов — 14, жителей — 66; Лавка. (1885 год)

Согласно епархиальным сведениям 1899 года деревня относилась к приходу собора Успения Пресвятой Богородицы (ранее Успенско-Сясьского погоста) в селе Рогожа.
В конце XIX века деревня административно относилась к Шахновской, а в начале XX века — к Иссадской волости 2-го стана Новоладожского уезда Санкт-Петербургской губернии.
По данным «Памятной книжки Санкт-Петербургской губернии» за 1905 год деревня Перевоз входила в состав Подрябинского сельского общества.
Согласно карте Петроградской и Новгородской губерний издания 1915 года смежно с деревней Перевоз располагались деревни Малая и Большая Отаева.
С 1917 по 1923 год деревня входила в состав Перевозского сельсовета Иссадской волости Новоладожского уезда.
С 1923 года в составе Подрябинского сельсовета Колчановской волости Волховского уезда.
С февраля 1924 года в составе Сясько-Рядковского сельсовета, с марта 1924 года вновь в составе Подрябинского сельсовета Колчановской волости.
С 1926 года в составе Пульницкого сельсовета.
С 1927 года в составе Волховского района.
По данным 1933 года деревня Перевоз входила в состав Пульницкого сельсовета Волховского района.
В 1939 году население деревни составляло 126 человек.

Деревня Перевоз на карте 1940 года

С 1946 года в составе Новоладожского района.
В 1958 году население деревни составляло 68 человек.
С 1963 года вновь в составе Волховского района.
По данным 1966, 1973 и 1990 годов деревня Перевоз также входила в состав Пульницкого сельсовета.
В 1997 году в деревне Перевоз Пульницкой волости проживали 12 человек, в 2002 году — также 12 человек (все русские).
В 2007 году в деревне Перевоз Сясьстройского ГП — 4.

## География
Деревня расположена в северной части района на автодороге 41К-197 (Колчаново — Сясьстрой).
Расстояние до административного центра поселения — 15 км.
Расстояние до ближайшей железнодорожной станции Колчаново — 12 км.
Деревня находится на левом берегу реки Сясь.

## Демография
| 1838 | 1862 | 1885 | 1997 | 2002 | 2007 | 2010 |
| ---- | ---- | ---- | ---- | ---- | ---- | ---- |
| 33   | ↗46  | ↗66  | ↘12  | →12  | ↘4   | ↗11  |
| 2017 |      |      |      |      |      |      |
| ↗17  |      |      |      |      |      |      |

### Национальный состав
Согласно данным Всероссийской переписи населения 2021 года в деревне проживали 18 человек, все русские.